# Min nærige lillebror
Min nærige lillebror er en dokumentarfilm fra 2002 skrevet og instrueret af Mariella Harpelunde Jensen.

## Handling
En søster filmer sin bror, mens hun prøver at fortælle ham, hvor meget hun savner ham. Hun tror først, det handler om, at han er for materialistisk og at han skal lægge sin livsstil om. Men egentlig handler det om den specielle måde, søskendekærlighed fungerer på. Hun føler sig provokeret af hans supermaterialistiske opførsel og vil gerne få ham til at ændre sig.
Men da han holder på sin ret til at være sig selv sammen med alle sine utallige dimser, konfronteres hun med spørgsmålet om, hvorfor hun bruger al den tid på at plage ham? hvad er det egentlig, hun vil ham? Et humoristisk portræt af en storesøsters kærligt akavede forsøg på at afrette en 'umulig' lillebror, der sagtens kan finde ud af tingene selv.